# Jane Eyre (pel·lícula de 1996)
Jane Eyre és una pel·lícula franco-italo-  estatunidenca-britànica de Franco Zeffirelli dirigida l'any 1996, inspirada en la novel·la de Charlotte Brontë El paper principal va ser interpretat per Charlotte Gainsbourg. Ha estat doblada al català.
Aquest film va rebre el premi David di Donatello al millor vestuari el 1996.

## Argument
Jane Eyre és una nena òrfena, rebutjada per la seva tia, que la maltractava, i es troba en un pensionat d'Anglaterra, on a l'època les condicions de vida són terribles.
Hi passarà 10 anys de la seva vida, abans d'esdevenir la preceptora d'Adele, la protegida de M. Rochester, home misteriós, que atraurà Jane… Mentre tot va bé, un terrible secret sembla pesar sobre el castell.

## Repartiment
- Anna Paquin: Jane Eyre, de nena
- Charlotte Gainsbourg: Jane Eyre, adulta
- Geraldine Chaplin: Miss Scatcherd
- William Hurt: Mr Rochester
- Elle Macpherson: Blanca Ingram
- Joan Plowright: Mrs Fairfax
- Fiona Shaw: Mrs Reed
- Joséphine Estreny: Adele
- Maria Schneider: Bertha
- Samuel West: St. John Rivers

## Crítica
«Intens drama romàntic que adapta amb fidelitat el gòtic novel·lesc de Brönte. Excel·lents actors principals entre els quals destaca Anna Paquin, i una aconseguida reconstrucció d'època per a una biografia realment atractiva.»